# Callioratis apicisecta
Callioratis apicisecta là một loài bướm đêm trong họ Geometridae.